# Кроненвет, Джордан
Джордан Кроненвет (англ. Jordan Cronenweth; 20 февраля 1935 — 29 ноября 1996) — американский кинооператор. Лауреат премии BAFTA за лучшую операторскую работу в фильме «Бегущий по лезвию».

## Биография
Родился 20 февраля 1935 года в Лос-Анджелесе. Его отец Уильям Эдвард Кроненвет был голливудским студийным фотографом. Учился Джордан Кроненвет в Городском колледже Лос-Анджелеса. Карьеру в кино начинал с роли помощника оператора, дебютировав в качестве основного кинооператора в 1966 году. В 1978 году ему поставили диагноз болезнь Паркинсона. В 1987 году он стал лауреатом премии Американского общества кинооператоров и был номинирован на премию «Оскар» за свою работу в фильме «Пегги Сью вышла замуж».
Его сын Джефф Кроненвет также является кинооператором.
Умер 29 ноября 1996 года в Лос-Анджелесе.

## Избранная фильмография
- 1972 — Играй как по писаному / Play It as It Lays (реж. Фрэнк Перри)
- 1974 — Первая полоса / The Front Page (реж. Билли Уайлдер)
- 1980 — Другие ипостаси / Altered States (реж. Кен Расселл)
- 1981 — Путь Каттера / Cutter’s Way (реж. Иван Пассер)
- 1982 — Бегущий по лезвию / Blade Runner (реж. Ридли Скотт)
- 1986 — Пегги Сью вышла замуж / Peggy Sue Got Married (реж. Фрэнсис Форд Коппола)
- 1987 — Сады камней / Gardens Of Stone (реж. Фрэнсис Форд Коппола)
- 1990 — Состояние исступления / State Of Grace (реж. Фил Джоану)
- 1992 — Окончательный анализ / Final Analysis (реж. Фил Джоану)